# Ovidiu Ionescu
Pour les articles homonymes, voir Ionescu.
Ovidiu Ionescu (né le 28 juin 1989 à Buzău en Roumanie) est un pongiste roumain, ayant joué pour le club Post SV Mühlhausen.

## Biographie
Il a participé aux Jeux olympiques de 2016 où il est éliminé au troisième tour par Marcos Freitas.
Il a été champion de Roumanie à trois reprises, en 2015, 2016 et 2017.
En septembre 2018 il atteint la finale des championnats d'Europe où il ne s'incline que contre l'Allemand Timo Boll, après avoir battu le Suédois Kristian Karlsson en demi-finale.
Il est médaillé d'argent en double mixte aux Jeux européens de 2019 et médaillé de bronze en double mixte aux Jeux européens de 2023 avec Bernadette Szőcs.